# Fausto Censi und Fausto Chiaverio
Fausto Censi (* 1948) und Fausto Chiaverio (* 1944; † 16. April 2018) war ein Schweizer Architektenteam, das von 1973 bis 1991 bestand.

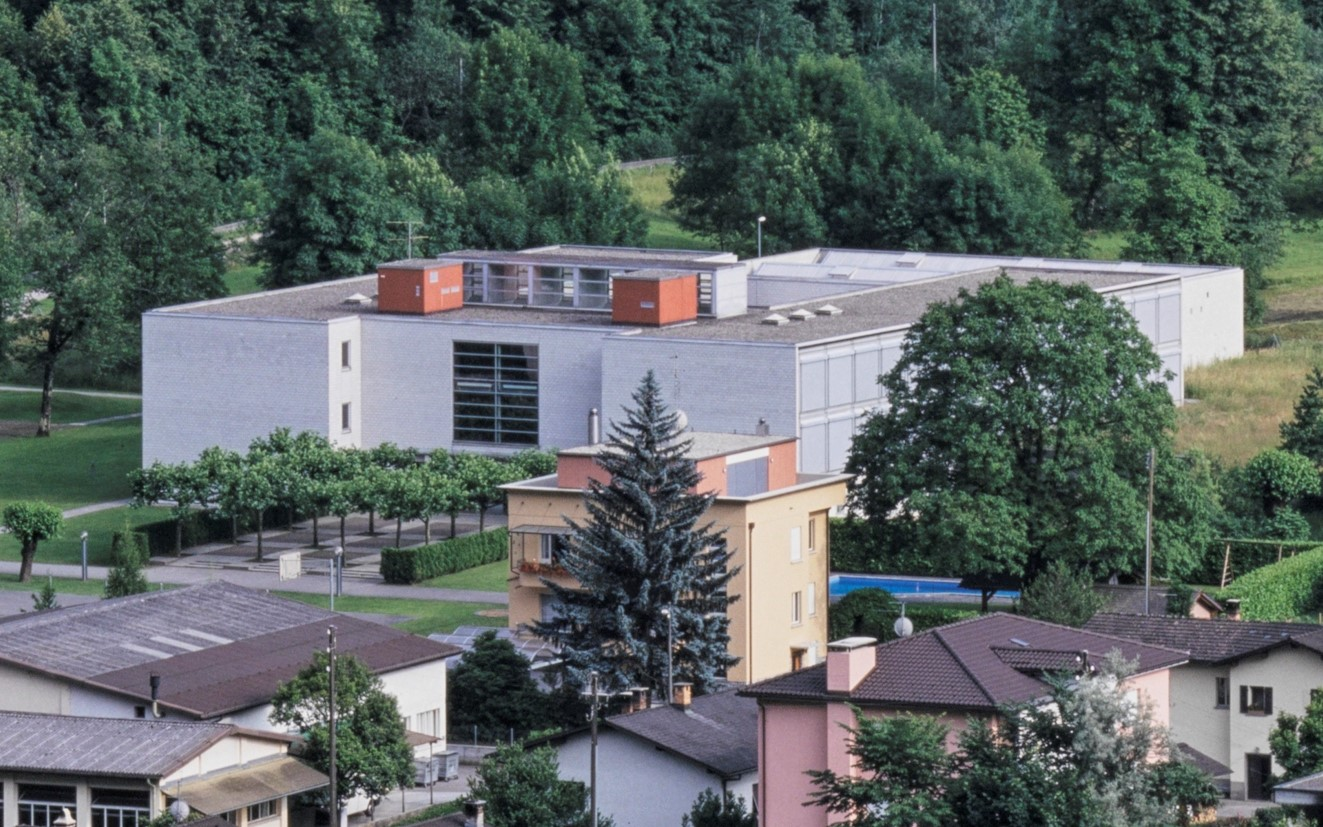
Schulhaus Ai Mondàn, Roveredo

## Partner
Fausto Censi
Fasito Censi studierte an der STS Lugano und gründete 1973 mit Fausto Chiaverio ein gemeinsames Architekturbüro. Seit 1991 arbeitet er ohne Partner in Grono und Tenero.
Fausto Chiaverio
Chiaverio studierte an der Eidgenössischen Technischen Hochschule Zürich. Er arbeitete bei Dolf Schnebli und bei Esther und Rudolf Guyer. 1973 gründete er mit Fausto Censi ein gemeinsames Architekturbüro und ab 1991 war er ohne Partner in Mesocco.

## Bauten

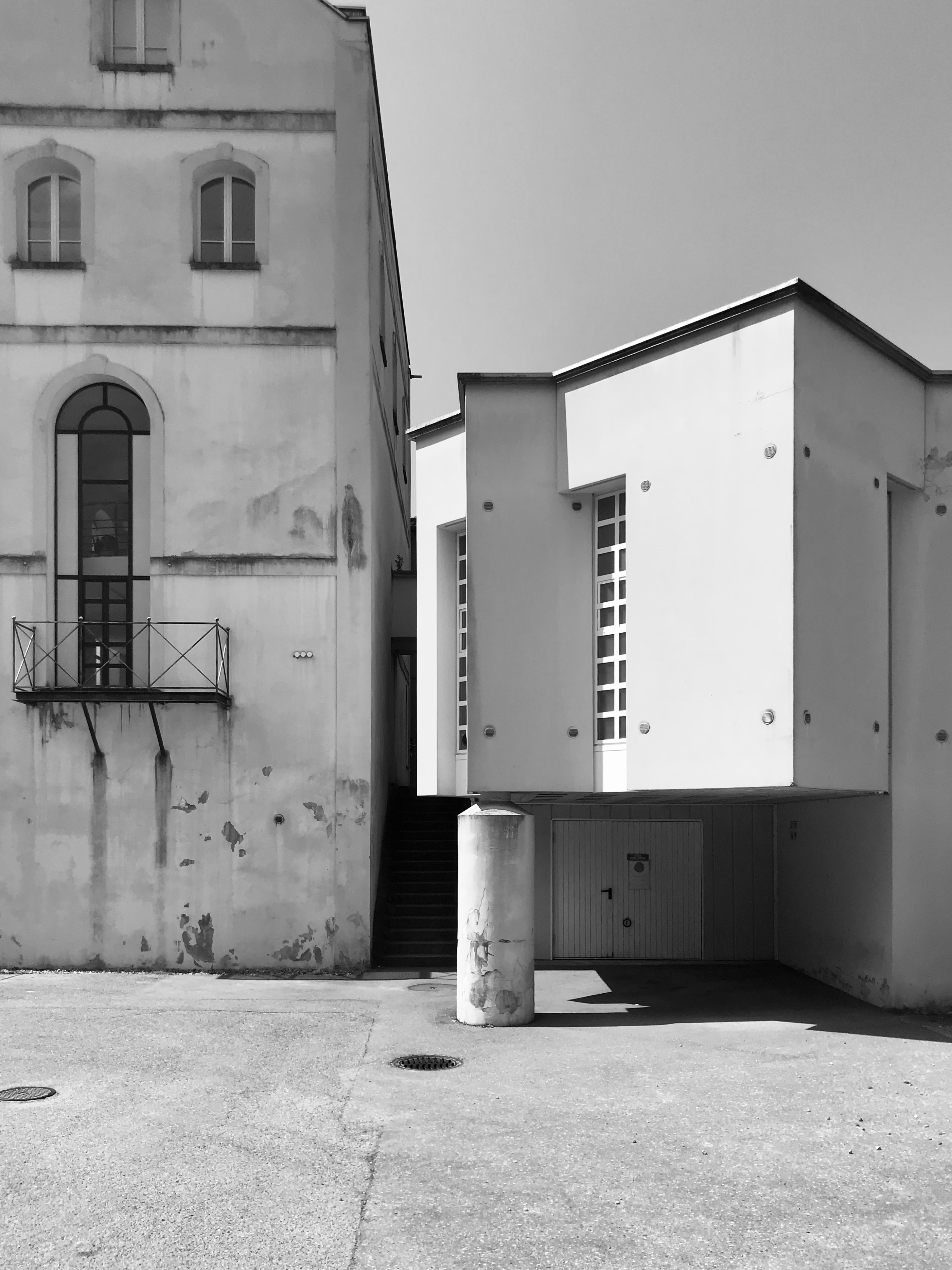
Erweiterung Kantonalbank, Grono

- 1984: Erweiterung Kantonalbank Grono[2]
- 1980–1984: Restaurierung Chiesa Rotonda di San Bernardino[3]
- 1985–1987: Schulhaus Ai Mondàn, Roveredo mit Edy Toscano[4][5]
- 1994: Erweiterung Klinik Waldhaus, Chur mit Dieter Kienast
- 19??: Casa patriziale, Claro

## Auszeichnungen und Preise
- 1987: Auszeichnung für gute Bauten Graubünden für Schulhaus Ai Mondàn, Roveredo
- 1987: Auszeichnung für gute Bauten Graubünden für Restaurierung
- 2019: im Rahmen der Kampagne «52 beste Bauten – Baukultur Graubünden 1950–2000» erkor der Bündner Heimatschutz das von Fausto Censi und Fausto Chiaverio 1987 entworfene Schulhaus in Roveredo als eines der besten Bündner Bauwerke.[6]